# Psammodromus hispanicus
Psammodromus hispanicus là một loài thằn lằn trong họ Lacertidae. Loài này được Fitzinger mô tả khoa học đầu tiên năm 1826.

## Hình ảnh

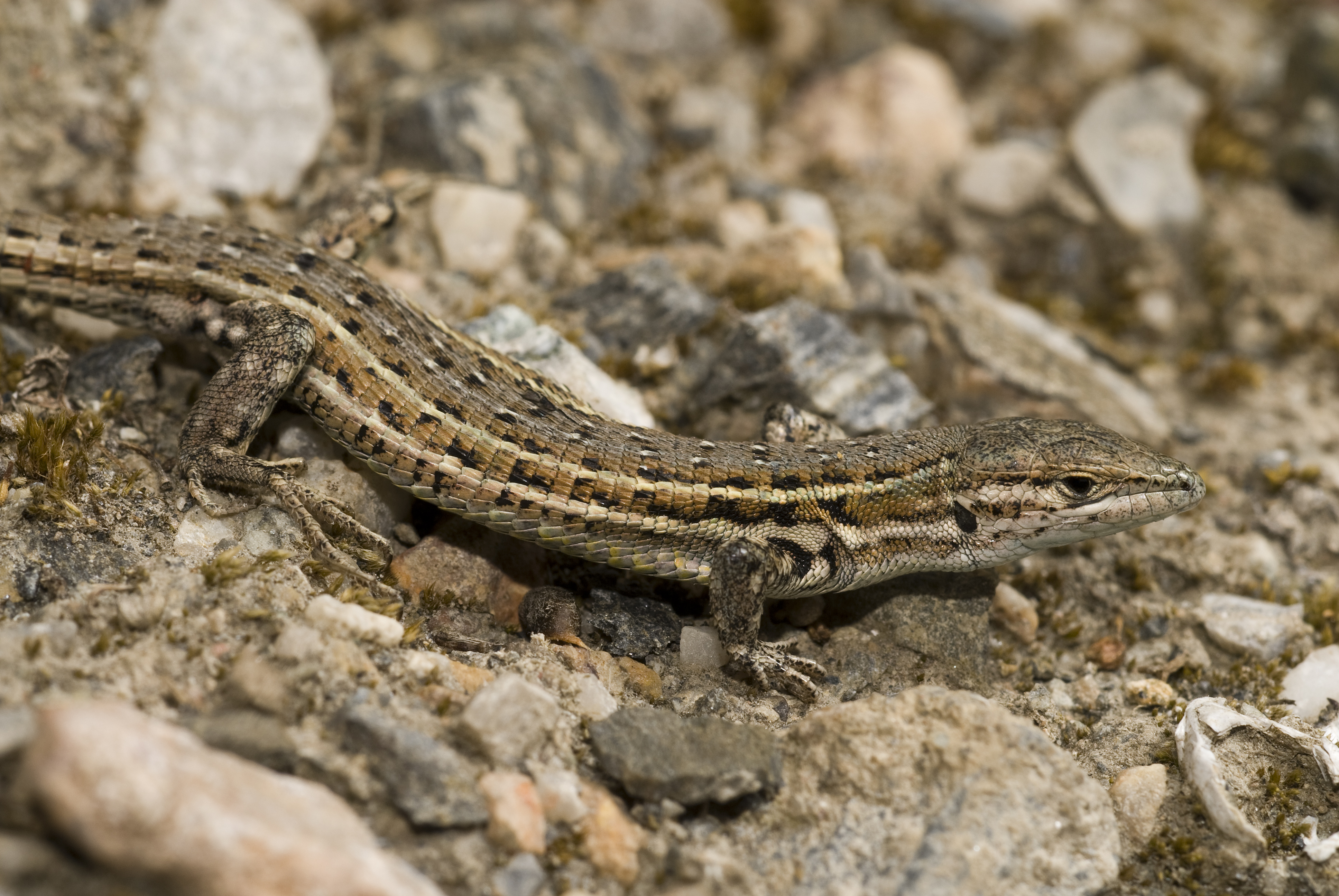